# Lastenausgleich (Finnland)
Während und nach dem Zweiten Weltkrieg erfolgte in Finnland eine weitgehende Vermögensumverteilung zwischen der Bevölkerung des Kernlandes und den Vertriebenen als Lastenausgleich. Das deutsche Modell des Lastenausgleichs folgte später in vielen Aspekten dem finnischen Modell.

## Hintergrund

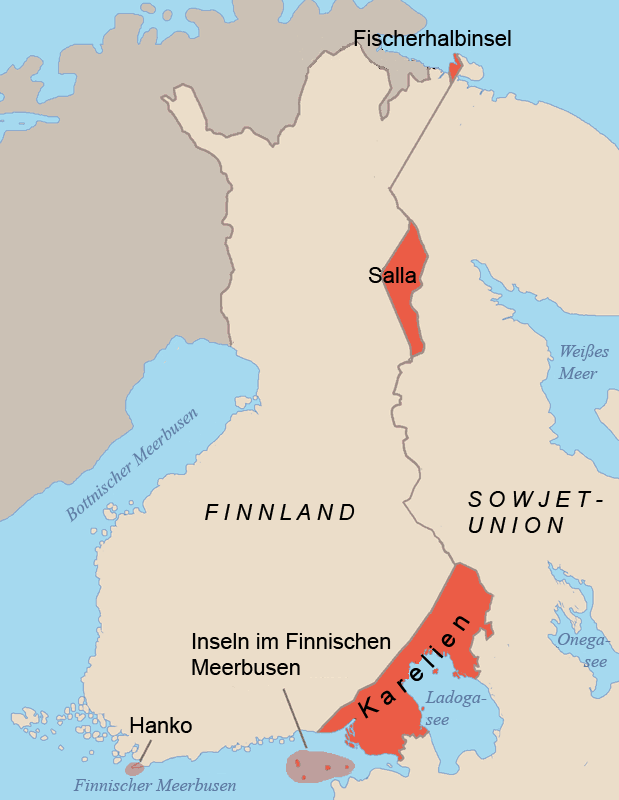
Finnische abgetretene Gebiete 1940

Ähnlich wie Deutschland musste Finnland infolge des Krieges Gebietsabtretungen hinnehmen und auch hier wurde die finnische Bevölkerung der abgetretenen Gebiete Opfer von Flucht und Vertreibung. Aus dem an die Sowjetunion abgetretenen Karelien wurden etwa 450.000 Finnen vertrieben. Dies waren etwa 10 % der Gesamtbevölkerung Finnlands. Mit der Vertreibung büßten die Vertriebenen ihr Vermögen (dies war in der agrarisch geprägten Wirtschaft Kareliens überwiegend Grund und Boden) nahezu vollständig ein, wogegen die Vermögen der übrigen Finnen nicht betroffen waren.

## Die Lastenausgleichsregelungen 1940
Nachdem Finnland unmittelbar nach dem Hitler-Stalin-Pakt sowjetische Gebietsforderungen in der Karelischen Landenge abgelehnt hatte, griff die Rote Armee am 30. November 1939 das Nachbarland an und besiegte es im folgenden Winterkrieg 1940. Karelien wurde gemäß dem Vertrag von Moskau durch die Sowjetunion besetzt und die finnische Bevölkerung aus der neu geschaffenen Karelo-Finnischen Sozialistische Sowjetrepublik vertrieben. Mit dem Sofortsiedlungsgesetz vom 28. Juni 1940, dem Entschädigungsgesetz und dem Vermögensabgabegesetz vom 9. August 1940 setzte das finnische Parlament den Lastenausgleich um. Die Hälfte der Vertriebenen waren Bauern. Um diesen landwirtschaftliche Flächen zu verschaffen, war zum einen die Rodung von Waldflächen möglich. Zum anderen regelte das Vermögensabgabegesetz, dass Landbesitzer die Vermögensabgabe in Land vornehmen mussten. Die weiteren Vermögen wurden mit einer Vermögensabgabe belegt, die in Geld in 5 gleichen Jahresraten erfolgen musste.
An 158.000 Begünstigte wurden 9 Milliarden Finnmark ausgeschüttet.
Nach dem Überfall des nationalsozialistischen Deutschlands auf die Sowjetunion trat auch Finnland wieder in den Krieg ein und eroberte im Fortsetzungskrieg die verlorenen Provinzen zurück. Die Vertriebenen kehrten zurück und das Sofortsiedlungsgesetz wurde aufgehoben. Die Vermögensabgabe blieb erhalten; der Erlös sollte nun der Beseitigung der Kriegsschäden dienen. Das Entschädigungsgesetz wurde entsprechend angepasst.

## Erneute Vertreibung 1944
Der Krieg endete mit dem Sieg der Sowjetunion. Nach dem Zusammenbruch der deutschen Ostfront entschied sich die finnische Regierung, einen Sonderfrieden mit der Sowjetunion abzuschließen. In der Folge annektierte die Sowjetunion erneut Karelien und die finnischen Einwohner wurden erneut vertrieben. Im Vergleich zu der Vertreibung der Deutschen aus den ehemaligen deutschen Ostgebieten erfolgte die Umsiedlung jedoch planmäßig.
Am 5. Mai 1945 verabschiedete das Parlament ein neues Entschädigungsgesetz und ein Vermögensabgabegesetz. Diese entsprachen in etwa den Vorgängerregelungen aus 1940. Neu war ein Landbeschaffungsgesetz. Dieses sollte neben der Versorgung der vertriebenen Bauern mit Land auch der Versorgung der Kriegsteilnehmer und Kriegsgeschädigten dienen.
Die Entschädigungen wurden in drei Stufen gezahlt. Die ersten 20.000 Finnmark (20.000 Finnmark entsprachen 1950 dem Gegenwert von 1.700 DM (in heutiger Kaufkraft 5.709 Euro)) wurden bar gezahlt. Für die nächsten 200.000 Finnmark erfolgte die Zahlung in Gleitschuldverschreibungen des finnischen Staates. Diese waren über 10 Jahre rückzahlbar und verfügten über eine indexunabhängige Verzinsung. Aufgrund der hohen Inflation Finnlands in dieser Zeit war diese Eigenschaft der Anleihen außerordentlich wichtig. Noch höhere Entschädigungszahlungen wurden zur Hälfte in Gleitschuldverschreibungen und zur anderen Hälfte in Anteilsscheinen eines Sondervermögens beglichen. Dieses Sondervermögen war aus Gratisaktien gebildet worden, die die finnischen Aktiengesellschaften hatten ausgeben müssen.
Der wirtschaftliche Aufschwung der Nachkriegsjahre führte dazu, dass sowohl Gleitschuldverschreibungen als auch die Anteilsscheine an der Börse bald über pari notierten und 1951 sogar das Dreifache des Nennwertes erreichten.
An 145.000 Begünstigte (überwiegend die gleichen, die 1940 betroffen waren) wurde 33 Milliarden Finnmark ausgeschüttet, was 1950 etwa 1,2 Milliarden DM (in heutiger Kaufkraft 4 Milliarden Euro) ausmachte.